# Ghettoblaster
Ghettoblaster er den almindelige danske betegnelse for en bærbar lydafspiller, der sædvanligvis rummer mulighed for at afspille radio, kassettebånd og/eller cd'er ved relativt højt lydtryk. 
Ordet ghettoblaster der stammer fra USA kan opfattes fornærmende, da det antyder at denne slags musikanlæg er specielt populære i storbyernes fattige kvarterer (ghettoer), hovedsageligt befolket af afroamerikanere. Således anser man i dag, i både Canada og USA,  den oprindelige betegnelse for politisk ukorrekt, og bruger ordet boombox i stedet. I andre dele af den engelsksprogede verden holder man fast i den oprindelige term, hvilket også er tilfældet på andre sprog som f.eks. tysk og nederlandsk, hvor man har adopteret det engelske ord.